# Cikampek Kota
Cikampek Kota is een bestuurslaag in het regentschap Karawang van de provincie West-Java, Indonesië. Cikampek Kota telt 7014 inwoners (volkstelling 2010).